# Beyond the Missouri Sky (Short Stories)
Beyond the Missouri Sky (Short Stories) från 1997 är ett musikalbum av basisten Charlie Haden och gitarristen Pat Metheny, två musiker som kom från Missouri. Albumet erhöll 1998 en Grammy Award för ”Best Jazz Instrumental Album”.

## Låtlista
1. Waltz for Ruth (Charlie Haden) – 4:29
2. Our Spanish Love Song (Charlie Haden) – 5:42
3. Message to a Friend (Pat Metheny) – 6:14
4. Two for the Road (Henry Mancini/Leslie Bricusse) – 5:18
5. First Song (Charlie Haden) – 6:41
6. The Moon Is a Harsh Mistress (Jimmy Webb) – 4:6
7. The Precious Jewel (Roy Acuff) – 3:48
8. He's Gone Away (trad) – 4:18
9. The Moon Song (Johnny Mandel) – 6:59
10. Tears of Rain (Pat Metheny) – 5:32
11. Cinema Paradiso [Love theme] (Andrea Moricone) – 3:37
12. Cinema Paradiso [Main theme] (Ennio Morricone) – 4:27
13. Spiritual (Josh Haden) – 8:22

## Medverkande
- Charlie Haden – bas
- Pat Metheny – akustiska gitarrer och alla andra instrument

## Listplaceringar
| Lista (1997) | Topplacering |
| ------------ | ------------ |
| Sverige      | 42           |